# École dauphinoise

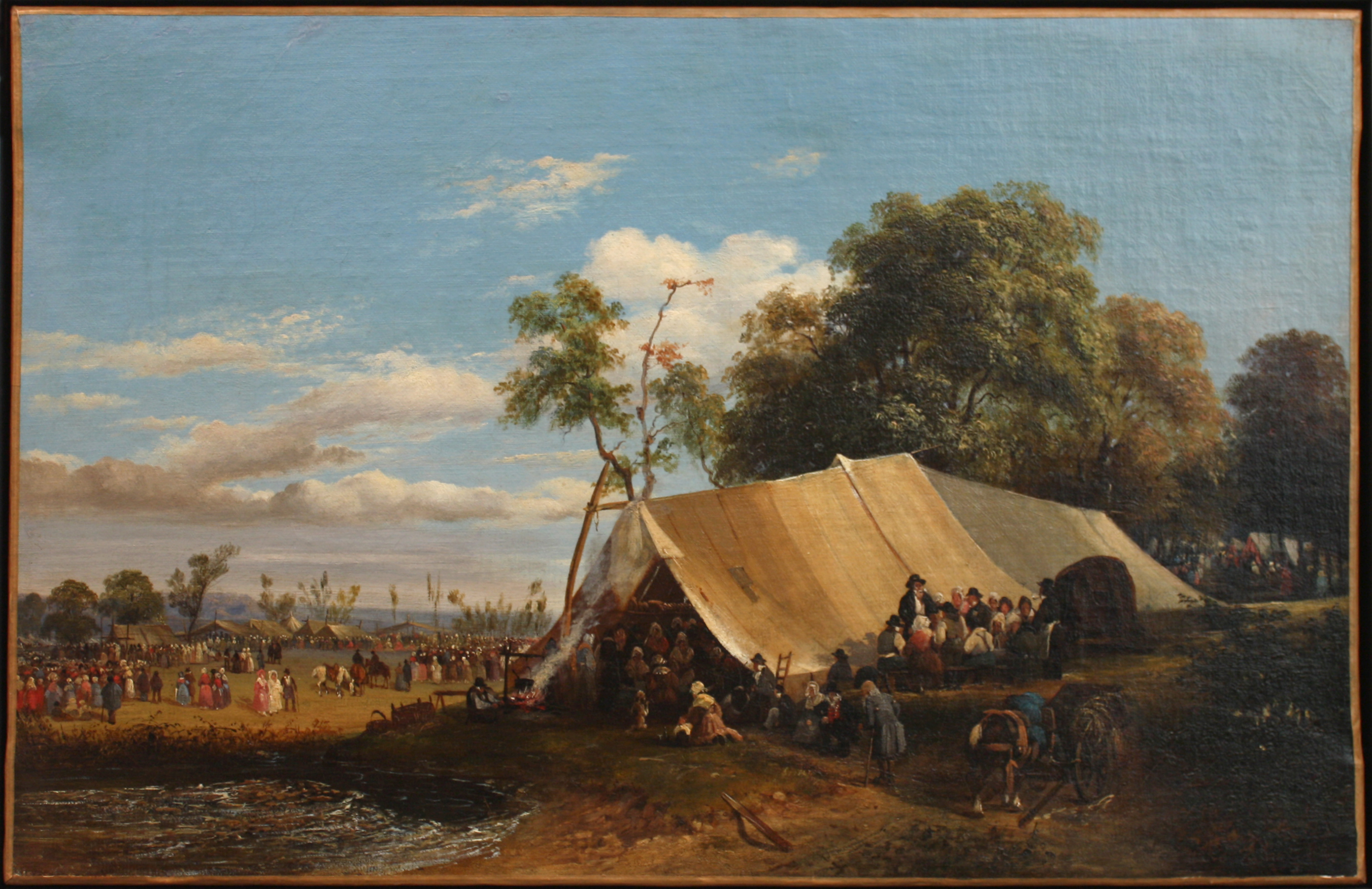
La foire de Beaucroissant, tableau de Théodore Ravanat

On désigne sous le nom d'école dauphinoise un groupe d'artistes peintres paysagistes de la fin du XIXe siècle. Initiée par Jean Achard, cette école s'est spécialisée dans le paysage de montagne, grandiose et spectaculaire.
Proche du courant réaliste, parfois taxée d'académisme, l'école dauphinoise a profité d'une certaine mode à cette époque pour les paysages de montagne.

## Peintres

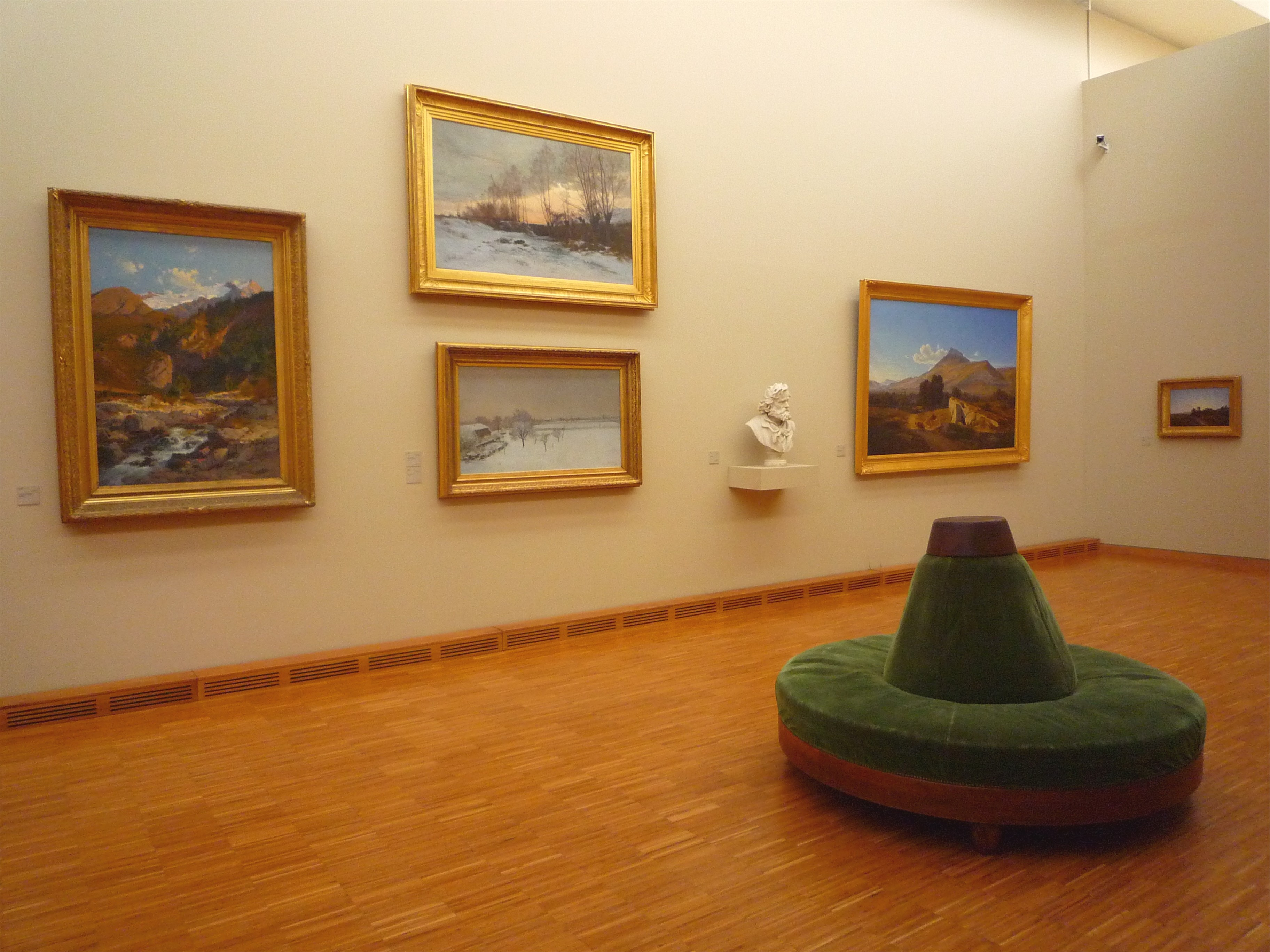
Salle de l'école dauphinoise au musée de Grenoble.

- Théodore Ravanat (1812-1883)
- Jean Achard (1807-1884)
- Tancrède Bastet (1858-1942)
- Henri Blanc-Fontaine (1819-1897)
- Jacques Gay (1851-1925)
- Édouard d'Apvril (1843-1928)
- Charles Bertier (1860-1924)
- Laurent Guétal (1841-1892)
- Ernest Victor Hareux (1847-1909)
- Diodore Rahoult (1819-1874)
- André Albertin (1867-1933)
- Édouard Brun (1860-1935)